# الضفيرة تحت الحجاجية
تنحدر الفروع الشفوية العليا وراء العضلة الرافعة للشفة العلوية، وتتوزّع على جلد الشفة والغشاء المخاطي للفم والغدد الشفوية. تلتقي هذه الفروع تحت الحِجاج مباشرةً، بواسطة خيوط من العصب الوجهي، وتشكّل معها «الضفيرة تحت الحجاج».

## وصلات خارجية
هذه المقالة تعتمد على مواد ومعلومات ذات ملكية عامة، من الصفحة رقم 891  الطبعة العشرين لكتاب تشريح جرايز لعام 1918.